# The Last Ship (roman)
Pour les articles homonymes, voir The Last Ship.
The Last Ship est un roman de science-fiction post-apocalyptique de William Brinkley (en) paru en 1988.
Il a été adapté en 2014 sous la forme d'une série télévisée du même nom.